# La Chaise-Dieu
La Chaise-Dieu là một xã trong tỉnh Haute-Loire, thuộc vùng hành chính Auvergne-Rhône-Alpes của nước Pháp, có dân số là 772 người (thời điểm 1999). Xã nằm ở phía tây của Brioude. Tu viện dòng Benedict đã có ở đấy từ 1052 và đã có nhiều ảnh hưởng đến Nhà thờ Pháp trong thế kỷ 12.

## Nhân khẩu học
| 1962 | 1968 | 1975 | 1982 | 1990 | 1999 |
| ---- | ---- | ---- | ---- | ---- | ---- |
| 877  | 900  | 907  | 789  | 778  | 772  |